# Markus Riva
Markus Riva, właściwie Miķelis Ļaksa (ur. 2 października 1986 roku w Talsi) – łotewski piosenkarz, producent muzyczny, DJ, aktor oraz prezenter telewizyjny i radiowy.

## Życiorys
W wieku czterech lat dołączył do dziecięcego teatru. W młodości był też związany z młodzieżowymi chórami Balsis i Riga Dom Cathedral Boys. Prowadził telewizyjne programy dla młodzieży. W 2009 roku wydał swój debiutancki album studyjny, zatytułowany Tico. 15 grudnia 2010 roku ukazała się jego druga płyta, zatytułowana Songs from NYC.
W 2013 roku wydał trzeci album studyjny, zatytułowana How It Feels. W 2014 roku wystartował z utworem „Lights on” w łotewskich eliminacjach eurowizyjnych. 22 lutego zajął przedostatnie, jedenaste miejsce w finale selekcji. Pod koniec roku został jednym z finalistów programu Choczu k Mieładze (ros. Хочу к Меладзе).

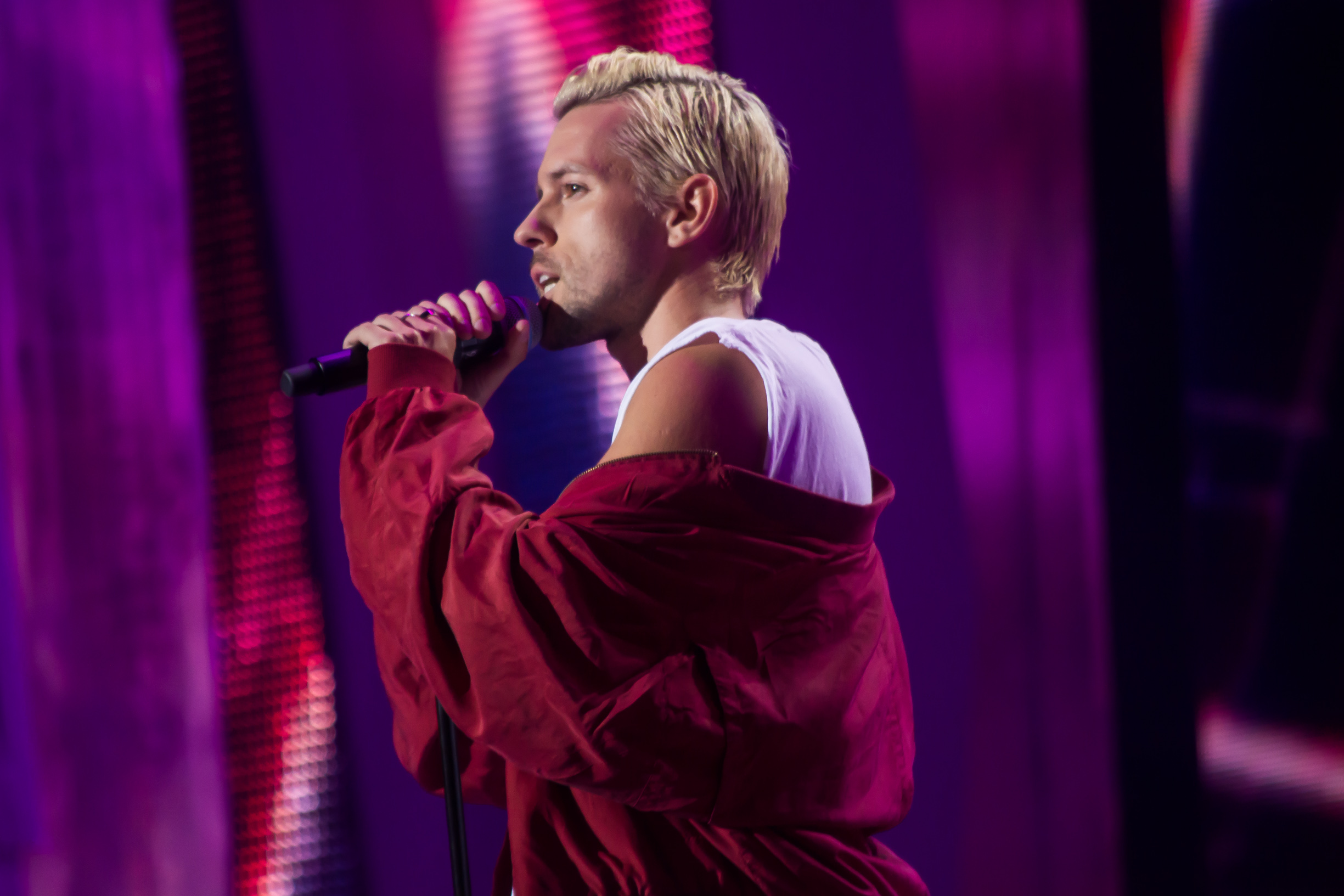
Markus Riva, 2016

W 2015 roku ponownie zakwalifikował się do krajowych eliminacji, tym razem z piosenką „Take Me Down”. Pomyślnie przeszedł przez kolejne etapy selekcji i wystąpił w finale, który odbył się 22 lutego. Zajął drugie miejsce po zdobyciu 15 750 punktów, przegrywając jedynie z Aminatą. W tym samym roku odebrał nagrodę Music Box Ru za „najlepszy debiut”. Jesienią wydał czwarty album studyjny, zatytułowany MR.
W 2016 roku z utworem „I Can” zakwalifikował się do Supernova 2016, zostając uczestnikiem łotewskich eliminacji eurowizyjnych trzeci rok z rzędu. Dotarł do półfinału, rozgrywanego 21 lutego, w którym zajął trzecie miejsce w głosowaniu telewidzów, nie zdobywając awansu do finału. W kwietniu wystąpił jako support przed koncertem amerykańskiej piosenkarki Mariah Carey w Rydze. 
W 2017 roku czwarty raz pojawił się na liście ćwierćfinalistów krajowych eliminacji, tym razem z piosenką „Dynamite”. 12 lutego wystąpił w drugim ćwierćfinale selekcji i zajął szóste miejsce, przez co nie przeszedł do półfinału. Jesienią prowadził pierwszy sezon programu X Faktors, będący łotewską wersją formatu The X Factor. W listopadzie znalazł się na liście uczestników selekcji Supernova 2018, do których dostał się z piosenką „This Time”. 10 lutego 2018 roku wystąpił w drugim półfinale selekcji. Podczas koncertu ogłoszono, że nie przeszedł do finału. Dzień później stacja poinformowała, że podczas głosowania doszło do problemów technicznych, w których wyniku nieprawidłowo zliczono głosy internautów. Ostatecznie Riva został dopuszczony do udziału w finale. 24 lutego wystąpi w finale eliminacji.

## Inspiracje
Wśród inspiracji twórczych wymienia artystów, takich jak m.in. Beyoncé, Robyn i Woody Allen.

## Dyskografia

### Albumy studyjne
- Ticu (2009)
- Songs from NYC (2010)
- How It Feels (2013)
- MR (2015)